# Ruta Nacional 145 (Argentina)
A Ruta Nacional 145 é uma rodovia argentina parcialmente asfaltada, que se localiza no Departamento Malargüe, no sudoeste da Província de Mendoza. Em seu percurso de 76 quilômetros, une a Ruta Nacional 40 na localidade de Bardas Blancas, com o Paso Pehuenche a 2553 metros de altitude, na fornteira com o Chile. A rodovia continua neste país como Ruta CH-115, que conduz à cidade de Talca.
A única povoação no trajeto da rodovia é o casarío Las Loicas, na interseção com a Ruta Provincial 226.
A via forma parte do Corredor Mercosur-Chile, definido pela IIRSA como um dos três eixos de integração na Argentina.

## História
Esta via foi inaugurada em 8 de abril de 1961, conformando a Ruta Provincial 224, sendo somente apto para veículos leves e operável somente no verão, de janeiro a abril. Por problemas políticos entre ambos países, em 1978 o governo chileno decidiu dinamitar o caminho em seu território, desta forma o Passo Pehuenche foi fechado. A interrupção física foi eliminada em 1990, podendo o percurso ser aberto ao público em 9 de janeiro de 1991.
Através de um convênio entre a Dirección Nacional de Vialidad e seu par provincial, em 1 de abril de 1997 a rodovia passou À jurisdição nacional.
Em 20 de novembro de 2000 começaram as obras para pavimentar o primeiro trecho de 23 km entre Bardas Blancas e o acesso a "Cajón Grande". Em dezembro de 2005 foi concluído o referido trecho e a obra foi concluída em 30 de março de 2006.

## Localidades
As localidades que se encontram ao longo desta rodovia são, de leste a oeste:

### Província de Mendoza
Percurso: 76 km (km 0 a 76).
- Departamento Malargüe: Bardas Blancas (km 0) e Las Loicas (km 34).

## Traçado antigo
Na década de 1960 foi iniciada a construção de um caminho com esta mesma denominação entre a Ruta Nacional 40 e o Paso del Planchón com o nome de Ruta Internacional Ramón Freire. O governo militar que assumiu o poder em 1966 decidiu suspender a construção deste caminho e em seu lugar construir outro entre Las Loicas e o passo internacional mencionado. Este caminho, inaugurado em 1970, é atualmente a Ruta Provincial 226.